# Mistrzostwa Świata w Zapasach 1983
Mistrzostwa Świata w Zapasach 1983 odbyły się w Kijowie (ówczesny Związek Radziecki).

## Tabela medalowa
| Lp. | Państwo           |    |   |   | Razem |
| --- | ----------------- | -- | - | - | ----- |
| 1   | ZSRR              | 12 | 3 | 4 | 19    |
| 2   | Bułgaria          | 3  | 3 | 8 | 14    |
| 3   | Finlandia         | 2  | 0 | 1 | 3     |
| 4   | Stany Zjednoczone | 1  | 2 | 1 | 4     |
| 5   | Japonia           | 1  | 2 | 0 | 3     |
| 6   | Korea Północna    | 1  | 0 | 0 | 1     |
| 7   | Polska            | 0  | 2 | 1 | 3     |
| 8   | Mongolia          | 0  | 2 | 0 | 2     |
| 9   | NRD               | 0  | 1 | 1 | 2     |
|     | RFN               | 0  | 1 | 1 | 2     |
|     | Jugosławia        | 0  | 1 | 1 | 2     |
| 12  | Iran              | 0  | 1 | 0 | 1     |
|     | Szwecja           | 0  | 1 | 0 | 1     |
|     | Turcja            | 0  | 1 | 0 | 1     |
| 15  | Kuba              | 0  | 0 | 1 | 1     |
|     | Węgry             | 0  | 0 | 1 | 1     |

## Medale

### Mężczyźni

#### Styl wolny
| Konkurencja |                      |                     |                      |
| ----------- | -------------------- | ------------------- | -------------------- |
| 48 kg       | Kim Chol-han         | Aleksandr Dorżu     | Jan Falandys         |
| 52 kg       | Walentin Jordanow    | Toshio Asakura      | Anatolij Biełogłazow |
| 57 kg       | Siergiej Biełogłazow | Hideaki Tomiyama    | Stefan Iwanow        |
| 62 kg       | Wiktor Aleksiejew    | Lee Roy Smith       | Simeon Szterew       |
| 68 kg       | Arsen Fadzajew       | Bujandelgerijn Bold | Kamen Penew          |
| 74 kg       | David Schultz        | Taram Magomadow     | Martin Knosp         |
| 82 kg       | Tajmuraz Dzgojew     | Dzewegijn Düwczin   | Efraim Kamberow      |
| 90 kg       | Piotr Naniew         | Iwan Ginow          | Uwe Neupert          |
| 100 kg      | Asłan Chadarcew      | Greg Gibson         | Georgi Karaduszew    |
| +100 kg     | Sałman Chasimikow    | Adam Sandurski      | Bruce Baumgartner    |

#### Styl klasyczny
| Konkurencja |                     |                 |                    |
| ----------- | ------------------- | --------------- | ------------------ |
| 48 kg       | Bratan Cenow        | Markus Scherer  | Temo Kazaraszwili  |
| 52 kg       | Benur Paszajan      | Erol Kemah      | Lubomir Cekow      |
| 57 kg       | Masaki Etō          | Kamil Fatkulin  | Petyr Bałow        |
| 62 kg       | Hannu Lahtinen      | Günter Reichelt | Żiwko Wangełow     |
| 68 kg       | Tapio Sipilä        | Mohammad Bana   | Giennadij Jermiłow |
| 74 kg       | Michaił Mamiaszwili | Andrzej Supron  | Karlo Kasap        |
| 82 kg       | Taimuraz Apkasawa   | Lennart Lundell | Jarmo Övermark     |
| 90 kg       | Igor Kanygin        | Atanas Komszew  | Norbert Növényi    |
| 100 kg      | Andrej Dimitrow     | Jožef Tertei    | Wiktor Awdyszew    |
| +100 kg     | Jewgienij Artiuchin | Nikoła Dinew    | Cándido Mesa       |